# مجلس الغذاء العالمي
مجلس الغذاء العالمي هي منظمة تابعة للأمم المتحدة أنشاءها الجامعية العامة للأمم المتحدة في ديسمبر 1974 بعد توصية من مؤتمر الغذاء العالمي. مقره في روما، إيطاليا ودوره أن يكون هيئة منظمة لوزارات الزراعة في العالم على أمل أن يتم تقليل معدلات سوء التغذية والمجاعات، تم إحلاله رسميا في عام 1933، وهو واحد من منظمات الأمم المتحدة التي تم حلها (إن لم يكن الوحيد)، وتولت مهامها منظمة الأغذية و الزراعة التابعة وبرنامج الغذاء العالمي